# Црвена секвоја
Црвена секвоја, позната и као обална секвоја (лат. Sequoia sempervirens) је једина савремена врста рода дрвенастих биљака Sequoia, из породице чемпреса (Cupressaceae). У потпородици Sequoioideae постоје још двије савремене врсте које су сродне црвеној секвоји, то су џиновска секвоја (лат. Sequoiadendron giganteum) и метасеквоја (лат. Metasequoia glyptostroboides)
Висока је између 60 и 110 метара, а неки примјерци могу бити високи и преко 110 метара. Највиши примјерак црвене секвоје пронађен је у националном парку Редвуд. Дрво је названо Хиперион и високо је 115,85 метара. Постоји још неколико десетина стабала виших од 110 метара.